# Плевенские высоты
Плевенские высоты (болг. Плевенски височини) — плоское возвышение в Северной Болгарии, в Среднедунайской равнине. Бо́льшая часть находится в Плевенской области, а южная часть в Ловечской области.
Плевенские высоты возвышаются в центральной южной части Среднедунайской равнины. Расположены между реками Вит на западе, Осым на северо-востоке, востоке и юго-востоке и Тученица и Чернялка на юге и юго-западе. Представляют дугу длинною около 30 км и широтою до 10 — 15 км, выступающие на северо-восток и восток. На запад высоты круто спускаются к долинам рек Вит и Тученица, а на северо-восток и восток пологими спусками к долине реки Осым. На юг, в землище села Слатина, Плевенские высоты соединяются с возвышением Слатински венец.
Рельеф высот холмистый, разчленён рекой Тученица и другими маленькими притоками рек Вит и Осым. Максимальная высота — вершина Средняя вершина (болг. Средния връх) (Мачугански геран) (316,9 m), расположен на 1,3 км западно от села Згалево.
Возвышение построено из палеогеновых глинисто-песчанных скал. В долинах рек раскрываются известняки времён Верхнего мела, более высокие места которых перекрываются лёссовыми образованиями.
Климат — умеренно континентальный со сравнительно холодной зимой и тёплым летом. От возвышения во все стороны спускаются маленькие и короткие реки, притоки на Вита и Осыма. Самые большие это Тученица (правй приток Вита) и Шаварна (левый приток Осыма).
Почвы в основном выщелоченные чернозёмные и тёмно-серые лесные почвы, на которых интенсивно развивается земледелие, в основном зерновые культуры. На отдельных более высоких местах есть маленькие участки с дубовыми лесами.
В западном подножии высот расположен город Плевен, а по их высоким частям сёла Вырбица, Гривица, Радишево, Тученица, Бохот, Згалево и Пелишат.
Через середину Плевенских высот от запада до восток проходит участок первоклассного пути № 3 Ботевград — Плевен — Бяла и часть от маршрута на железнодорожной линии София — Плевен — Горна-Оряховица, а с юга на север — участок от второклассного пути № 34 Плевен — Никопол.
Часть Плевенских высот попадают в защищённую местность Кайлык.